# Пьеве-дель-Каиро
Пьеве-дель-Каиро (итал. Pieve del Cairo) — коммуна в Италии, располагается в регионе Ломбардия, подчиняется административному центру Павия.
Население составляет 2168 человек, плотность населения составляет 87 чел./км². Занимает площадь 25 км². Почтовый индекс — 27037. Телефонный код — 0384.
В коммуне во второе воскресенье сентября особо празднуется Рождество Пресвятой Богородицы.

## Персоналии
- Антонио Анджелери (1801—1880), итальянский музыкальный педагог — родился в Пьеве-дель-Каиро